# Бис((карбонил)(пентаметилциклопентадиенил)родий)
Бис[(карбонил)(пентаметилциклопентадиенил)родий] — карбонильный комплекс металлоорганического
сэндвичевого комплексного соединения
родия  и циклопентадиена
состава Rh2[C5(CH3)5]2(CO)2,
сине-фиолетовые кристаллы.

## Получение
- Термическое диспропорционирование (карбонил)бис[дикарбонил(пентаметилциклопентадиенил)родия] или фотолиз в растворе:

{\displaystyle {\mathsf {3Rh_{2}[C_{5}(CH_{3})_{5}]_{2}(CO)_{2}(CO)\ {\xrightarrow {}}\ }}}
{\displaystyle {\mathsf {\ {\xrightarrow {}}\ 2Rh[C_{5}(CH_{3})_{5}](CO)_{2}+2Rh_{2}[C_{5}(CH_{3})_{5}]_{2}(CO)_{2}+CO}}}

## Физические свойства
Бис[(карбонил)(пентаметилциклопентадиенил)родий] образует сине-фиолетовые кристаллы,
устойчивые на воздухе.
Растворяется в тетрагидрофуране и нитрометане,
почти не растворяется в пентане.